# KTM SX
Le motociclette MX/SX della KTM, sono moto da motocross con motore a due tempi, prodotta nelle cilindrate (50, 65, 85, 125, 144-150, 250 e 360-380-400-420-440-495-500).
Questa serie è stata accompagnata a partire dal 2000 dalla KTM SX-F che si contraddistingue per il motore a quattro tempi.

## 50
Prodotta a partire dal 1999, ancora in produzione, è la cilindrata minima della categoria minicross, ha un motore di 49 cm³ monomarcia.

## 65
Prodotta a partire dal 1997, ancora in produzione.
Nel 2009 ha introdotto il sistema allo scarico PCEV (Pressure Controlled Exhaust Valve), controllato dalla pressione dei gas di scarico (comando pneumatico).

## 85
Prodotta a partire dal 2003 con il VGEC (Valve Gear Exhaust Control), ancora in produzione, di cilindrata 85 cm³.

## 105
Moto prodotta solo per il mercato americano a partire dal 2004

## 125
La 125 MX è una moto da Motocross prodotta dal 1974 e a partire dal 1994 viene prodotta con il nome di 125 SX, dotata di motore a due tempi, è possibile trovare sia i modelli omologati per i sedicenni (11 kW) che per adulti.
Nel 1983 si passa da un sistema Doublecross a Monocross,
Nel 1983 viene utilizzato il sistema di raffreddamento a liquido al posto del sistema ad aria,
Nel 1985 si passa da un sistema frenante a tamburo integrale a disco anteriore, mentre nel 1987 si passa al sistema a disco integrale,
Nel 1987 viene introdotto il sistema allo scarico VGEC (Valve Gear Exhaust Control) e viene montata una nuova forcella a steli rovesciati.

## 144-150
Prodotta a partire dal 2007, ancora in produzione.
Si distingue e differisce dal 125 per il motore con alesaggio e corsa maggiore (56 x 58,4) e per l'espansione.

## 200
Prodotta a partire dal 2002 al 2004.
Si distingue e differisce dal 125 per il motore con alesaggio e corsa maggiore (64 x 60, la cilindrata effettiva è di 193 cm³) e per l'espansione.

## 250
Prodotta dal 1974, ancora in produzione.
Nel 1982 si passa da un sistema Doublecross a Monocross,
Nel 1983 viene utilizzato il sistema di raffreddamento a liquido al posto del sistema ad aria,
Nel 1986 si passa da un sistema frenante a tamburo integrale a disco anteriore, mentre nel 1988 si passa al sistema a disco integrale,
Nel 1988 e viene montata una nuova forcella a steli rovesciati,
Nel 1990 viene introdotto il sistema allo scarico VGEC (Valve Gear Exhaust Control).

## 300
Prodotta dal 1991 al 1999.
Si distingue e differisce dal 250 per il motore con alesaggio e corsa maggiore (72 x 72, la cilindrata effettiva è di 297 cm³) e per l'espansione.

## 360-380-400-420-440-495-500
Prodotta dal 1977 nella cilindrata 400 cm³, maggiorata nel 1979 a 420 cm³, maggiorata nel 1981 a 495 cm³, maggiorata nel 1988 a 500 cm³. Nel 1994 la cilindrata si riduce a 440 cm³ passando dal nome MX a SX, ridotta ulteriormente l'anno successivo 1995 a 380 cm³, ridotta ancora l'anno successivo 1996 a 360 cm³ (effettivi 353 con misure 78x74), maggiorata nel 1998 a 380 cm³ (effettivi 368 con misure 78x77) e prodotta fino al 2001.
Nel 1982 si passa da un sistema Doublecross a Monocross. Nel 1985 viene utilizzato il sistema di raffreddamento a liquido al posto del sistema ad aria e si passa da un sistema frenante a tamburo integrale a disco anteriore, mentre nel 1986 si passa al sistema a disco integrale. Nel 1988 viene montata una nuova forcella a steli rovesciati.